# Helbedündorf
Helbedündorf est une commune allemande de l'arrondissement de Kyffhäuser, Land de Thuringe.

## Géographie
Helbedündorf se situe à l'est du Dün.
| Sollstedt Deuna | Bleicherode Niedergebra | Großlohra          |
| Dünwald         | Helbedündorf            | Sondershausen      |
|                 | Menteroda               | Ebeleben Holzsußra |

La commune comprend les quartiers de Friedrichsrode, Großbrüchter, Holzthaleben, Keula, Kleinbrüchter, Peukendorf et Toba.

## Histoire
Keula est mentionné pour la première fois en 967, Holzthaleben et Toba en 1143, Peukendorf en 1178, Großbrüchter en 1251, Kleinbrüchter en 1302 et Friedrichsrode en 1706.
À l'ouest de Keula se trouvait un château-fort qui contrôlait la route de Mühlhausen.
La commune actuelle est née en 1993 de la fusion de Holzthaleben, Keula, Friedrichsrode et Großbrüchter puis de Toba et de Kleinbrüchter (avec Peukendorf) en 1995.

## Source de la traduction
- (de) Cet article est partiellement ou en totalité issu de l’article de Wikipédia en allemand intitulé « Helbedündorf » (voir la liste des auteurs).